# Hogere Landbouwschool

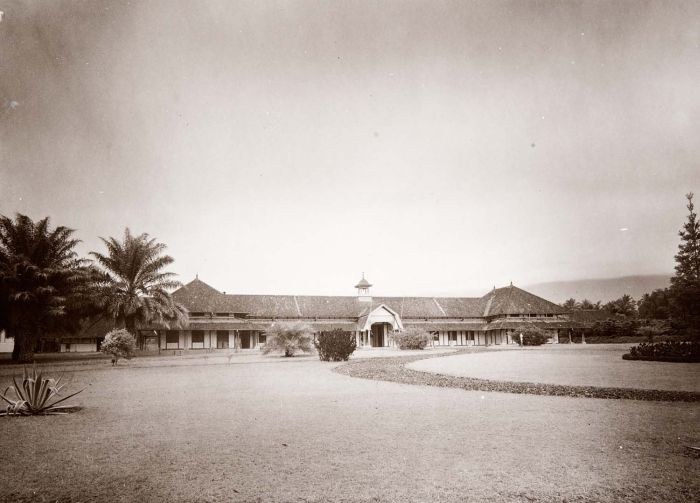
De school in de jaren '20

De Hogere landbouwhogeschool (voorheen bekend als de Cultuurschool) in Soekaboemi was een landbouwschool en lag aan het eind van de Selabatoeweg.
Het schoolcomplex was tijdens en na de Japanse bezetting van Nederlands-Indië een internerings- republikeins- en opvangkamp.  Het kamp was ondergebracht in het schoolcomplex en haar bijgebouwen en omheind met prikkeldraad.

## Krijgsgevangenenkamp
Soekaboemi was centraal gelegen in het zuidelijke deel van de residentie Buitenzorg. Soekaboemi werd in eerste instantie gebruikt als tussentijdse, tijdelijke verzamel- en interneringslocatie van krijgsgevangenen. Het betrof hier met name militairen die in Soekaboemi en de westelijke Preanger omstreeks 5 maart 1942 waren vastgelopen tijdens de laatste en chaotisch verlopen terugtocht vanuit Buitenzorg. De krijgsgevangenen werden ondergebracht in verschillende locaties om vervolgens naar de verschillende kampen in Tjimahi te worden verplaatst.
In de periode van 8 maart 1942 tot 1 juli 1942 fungeerde de school als  tijdelijk interneringskamp voor krijgsgevangenen. De krijgsgevangenen die in de school waren geïnterneerd, waren afkomstig uit de omgeving en het kindersanatorium. In de loop van de volgende maanden werden de hoogste officieren met hun adjudanten overgebracht naar het 10e Bataljon en de overige krijgsgevangenen werden naar de verschillende kampen in Tjimahi overgebracht.

## Republikeins kamp
In de periode 10 oktober 1945 tot 26 oktober 1945 fungeerde de school als republikeins kamp in verband met de Bersiap-periode.

## Opvangkamp
In de periode 26 oktober 1945 tot 23 november 1945 fungeerde de school als opvangkamp na de Bersiap-periode.